# Gymnetis bouvieri
Gymnetis bouvieri är en skalbaggsart som beskrevs av Thierry Bourgoin 1912. Gymnetis bouvieri ingår i släktet Gymnetis och familjen Cetoniidae. Utöver nominatformen finns också underarten G. b. cordobana.